# 尾形大作
尾形 大作（おがた だいさく、1963年1月12日 - ）は、日本の演歌歌手、無錫市名誉市民。尾形太作（読み同じ）として活動した時期もある。

## 来歴
福岡県糟屋郡志免町出身。武田鉄矢と同じ福岡市立三筑中学校を卒業。1981年にデビュー。デビュー時のキャッチフレーズは「THE MATATABI」。1986年に発売した「無錫旅情（むしゃくりょじょう）」がオリコン集計で約48.6万枚を売り上げるヒットを記録し、1987年には第38回NHK紅白歌合戦への初出場を果たした。翌1988年も第39回NHK紅白歌合戦に出場し、幕末の武士を歌った「敬天愛人 幕末青春グラフティ」で第30回日本レコード大賞の企画賞を受賞した。
1990年9月21日に独立に関する記者会見をする。将来を嘱望されたが、所属事務所とのトラブルがあり、一時歌手として廃業寸前にまで追い込まれたこともある。
その後、生まれ故郷である福岡に戻り、近年は「土曜ワイド劇場」（テレビ朝日系）やVシネマなどに出演している。また九電工のCM出演などのローカルタレント業もこなしつつ、地域密着型の演歌歌手として引き続き活躍しているほか、現在でもCDを発売している。
「無錫旅情」の歌詞にある、太湖の湖畔にある鼈頭渚公園（江蘇省無錫市）には「無錫旅情」の歌碑が立っており、「演唱尾形大作」と記されている。一方で、1988年3月に発生した上海列車事故により、日本での同曲の放送は長らく自粛されていた（事故を起こした列車のコースが歌詞の一部にあるため）。
1993年帰郷を機に、競技バイクのモトクロスレーサーになる。歌手活動の合間、全日本選手権や国際大会などに参戦している。
現在は、帰郷後に結婚した妻と一人娘がいる。
2023年8月2日、次期衆議院議員総選挙の自由民主党・大阪18区選挙区支部長に選出された。しかし地元の党関係者から活動姿勢への疑問の声が上がり、党本部内の協議で尾形の解任が決定。これに対し尾形は「必ず支部長として選挙をやり抜き、政治に骨を埋める覚悟でいる」「歌手を続けながら地元活動をすることは了承済みのはず。今更、地元活動が少ないと言われても困る」とコメントしている。

## エピソード
新春スターかくし芸大会収録中に、共演者で同期デビューの竹本孝之と互いの方言に関することで口論になり、取っ組み合いの喧嘩にまで発展した。

## ディスコグラフィー

### シングル
1. 倖せ なみだ色（1981年11月21日）
  - カップリング：恋のゆずり葉
2. ひとりごと（1982年6月5日）
  - カップリング：お前もしあわせに
3. 夜霧が通せんぼ（1983年4月）
  - カップリング：ゆれて港町
4. 新宿旅鴉（1984年4月25日）
  - カップリング：せめて夜明け星
5. 俺の道（1986年2月21日）
  - カップリング：花散歌
6. 無錫旅情（1986年9月21日）
  - カップリング：清名橋から
7. 筑後川（1987年6月21日）
  - カップリング：無錫旅情（中国語バージョン）
8. いやんなっちゃうなァ（1988年4月21日）
  - カップリング：さよならは霧にかくれて
9. 吉田松陰（1989年1月21日）
  - カップリング：沖田総司
10. 大連の街から（1989年8月10日）
  - カップリング：ハルビンの青い空
11. 男の独り唄（1990年2月10日）
  - カップリング：晋さん
12. 大連の街から（中国語バージョン）（1990年4月25日）
  - カップリング：ハルビンの青い空（中国語バージョン）
13. 恋してOSAKA（1994年）
  - カップリング：天満天神夢囃子
14. 時代（ZIDAI）（1999年2月20日）
  - カップリング：男の華
15. 命をありがとう（2003年）
  - カップリング：塩原旅情
16. 春を再び（2004年9月23日）
  - カップリング：博多の女
17. 涙の惜別（2008年12月5日）
  - カップリング：恋してOSAKA
18. 勝負師一代（2009年12月2日）
  - カップリング：勝負師一代（よさこい Ver.）

## 過去のテレビ番組

### NHK紅白歌合戦出場歴
| 年度/放送回               | 回 | 曲目                 | 出演順 | 対戦相手   |
| ------------------------- | -- | -------------------- | ------ | ---------- |
| 1987年（昭和62年）/第38回 | 初 | 無錫旅情             | 3/20   | 瀬川瑛子   |
| 1988年（昭和63年）/第39回 | 2  | いやんなっちゃうなァ | 15/21  | 大月みやこ |

注意点
出演順は「出演順/出場者数」で表す。
- 新伍の演歌大全集（日本テレビ）

## ラジオ番組
- 尾形大作のさわやか一直線（文化放送）

## テレビドラマ
- 土曜ワイド劇場
  - 「ラーメン刑事「龍」の殺人推理」
  - 「京都の女庭師風水探偵さくら子(2)」
  - 「不倫の旅連続殺人」（朝日放送）
- 博多ムービー ちんちろまい
- 京浜抗争史外伝 最後の組長
- 火曜サスペンス劇場「同姓同名」（日本テレビ）
- 女と愛とミステリー「西村京太郎トラベルサスペンス 日本一周「旅号」殺人事件」（テレビ東京）